# Guatavita
Guatavita é um município da Colômbia, localizado na província Guavio, departamento de Cundinamarca. O Lago Guatavita, onde se realizava a cerimónia do Eldorado (o homem dourado), não fica nesta cidade, mas sim em Sesquilé.